# Wojciech Winnik

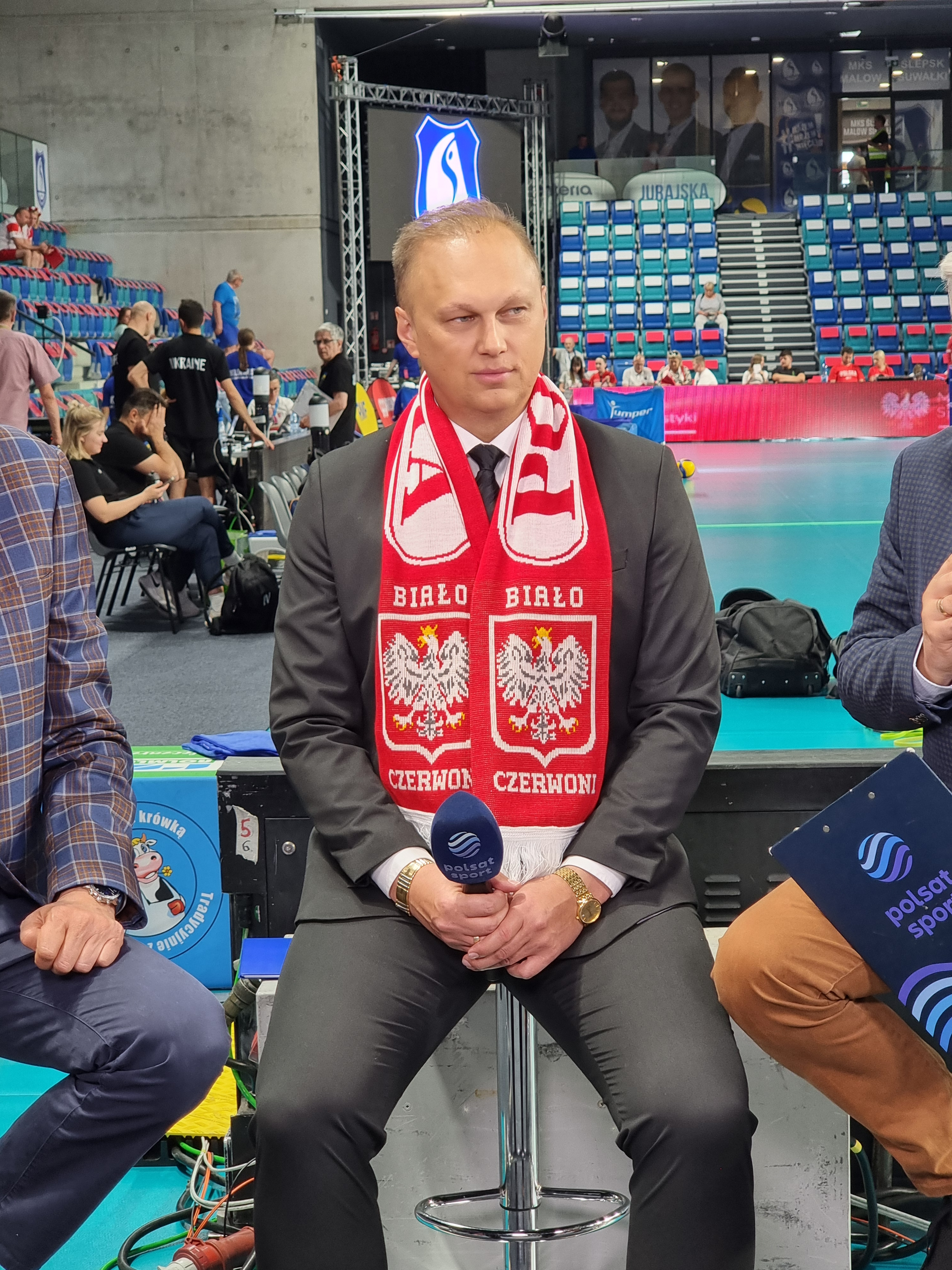
Wojciech Winnik w maju 2024 roku

Wojciech Winnik (ur. 5 października 1984 w Suwałkach) – polski siatkarz, grał na pozycji atakującego. Od 2015 prezes klubu Ślepsk Suwałki. Po ukończonym sezonie 2018/2019 postanowił zakończyć siatkarską karierę.
| Wojciech Winnik   | Wojciech Winnik          | Wojciech Winnik | Wojciech Winnik | Wojciech Winnik | Wojciech Winnik | Wojciech Winnik | Wojciech Winnik | Wojciech Winnik | Wojciech Winnik | Wojciech Winnik |
| ----------------- | ------------------------ | --------------- | --------------- | --------------- | --------------- | --------------- | --------------- | --------------- | --------------- | --------------- |
| Wzrost            | 194 cm                   |                 |                 |                 |                 |                 |                 |                 |                 |                 |
| Pozycja           | atakujący                |                 |                 |                 |                 |                 |                 |                 |                 |                 |
| Kariera juniorska |                          |                 |                 |                 |                 |                 |                 |                 |                 |                 |
| Lata              | Klub                     |                 |                 |                 |                 |                 |                 |                 |                 |                 |
| 1994–2004         | SUKSS Suwałki            |                 |                 |                 |                 |                 |                 |                 |                 |                 |
| Kariera seniorska |                          |                 |                 |                 |                 |                 |                 |                 |                 |                 |
| Lata              | Klub                     |                 |                 |                 |                 |                 |                 |                 |                 |                 |
| 2003–2007         | Joker Piła               |                 |                 |                 |                 |                 |                 |                 |                 |                 |
| 2007–2009         | Trefl Gdańsk             |                 |                 |                 |                 |                 |                 |                 |                 |                 |
| 2009–2012         | Indykpol AZS UWM Olsztyn |                 |                 |                 |                 |                 |                 |                 |                 |                 |
| 2012–2019         | Ślepsk Suwałki           |                 |                 |                 |                 |                 |                 |                 |                 |                 |

## Sukcesy klubowe
Mistrzostwa Polski Młodzików:
- 2000

Mistrzostwo I Ligi:
- 2008, 2019
- 2007, 2017
- 2015